# Zosterops rotensis
Zosterops rotensis е вид птица от семейство Zosteropidae. Видът е критично застрашен от изчезване.

## Разпространение
Видът е разпространен в Северни Мариански острови.